# La diosa blanca
La diosa blanca. Una gramática histórica del mito poético (en inglés The White Goddess: a Historical Grammar of Poetic Myth) es un extenso ensayo sobre la naturaleza de la creación de mitos poéticos del autor y poeta inglés Robert Graves. Publicado por primera vez en 1948, el libro se basa en artículos anteriores publicados en la revista literaria Wales; en 1948, 1952 y 1961 salieron ediciones revisadas, ampliadas y corregidas.
El libro plantea una aproximación al estudio de la mitología desde una perspectiva decididamente creativa e idiosincrásica. Graves propone la existencia de una deidad europea, la «Diosa Blanca del Nacimiento, el Amor y la Muerte», muy similar a la Diosa Madre, inspirada y representada por las fases de la Luna, quien se oculta tras los rostros de las diversas diosas de varias mitologías europeas y paganas. 
Graves sostiene que la poesía «verdadera» o «pura» está inextricablemente ligada al antiguo culto-ritual de esa Diosa Blanca y su hijo.

## Contenido
Graves reconstruye lo que considera el lenguaje mágico de la Europa antigua mediterránea y septentrional, vinculado a ceremonias religiosas populares en honor a la diosa Luna. A lo largo del libro, relata cómo en Europa y Oriente Próximo existían culturas matriarcales que adoraban a una Diosa Suprema y que reconocían a los dioses masculinos solo como sus hijos, consortes o víctimas para el sacrificio. Estas culturas, según Graves, fueron eliminadas por la irrupción del patriarcado que arrebató a las mujeres su autoridad, elevó a los consortes de la Diosa a una posición de supremacía divina y reconstruyó mitos y rituales para ocultar el pasado. Según el autor, la conquista patriarcal llegó a Europa occidental alrededor del 400 a. C.
En La Diosa Blanca, Graves estudia numerosas tradiciones mitológicas en busca de los antecedentes históricos y místicos de la poesía; así comienza con la mitología griega, continúa a través de las supervivencias de los bardos celtas y termina con referencias satíricas sobre la sociedad contemporánea del autor. Este ensayo ha sido considerado como un punto de inflexión en su obra poética y novelística.